# Комарно (спортивная школа)
«Ко́марно» (словац. Komárno) — словацкая футбольная школа и футбольный клуб, базирующаяся в городе Комарно. Матчи проводит на стадионе «Рацкерт».

## История
Спортивный клуб в «Комарно» существует ещё с 1896 года, хотя идея создать единый футбольный клуб появилась только через 4 года. «Комарский футбольный клуб Комарно» был основан 29 апреля 1900 года. Это был один из первых сельских футбольных клубов в Верхней Венгрии. Свой первый матч «Комарно» провело 29 июля 1900 года против «Киштетенью» из Будапешта, проиграв ему 0:5. На матче присутствовало более 3 000 человек.
В 1904 году был проведён первый матч молодёжной команды «Комарно». Из-за постоянных переносов границ и двух мировых войн «Комарно» никогда не выходило в высшие дивизионы. Зато очень известной стала молодёжная команда «Комарно» и её футбольная школа, так как остальные словацкие и венгерские клубы мало вкладывали денег в футбольную школу и молодёжный состав. В настоящее время основное внимание уделяется поддержанию в команде талантливых молодых людей. В клубе пытаются оградить их от курения, алкоголизма и наркомании.
Основные цвета команды — фиолетовый и белый.

## Соревнования
- Взрослые — II лига
- Ср. Молодёжь — IV лига
- Мл. Молодёжь — региональные турниры
- Старшие ученики — II лига
- Младшие ученики — II лига

## Известные игроки
- Даучик Фердинанд
- Антон Моравчик
- Юрай Сикора
- Йозеф Меддьеш
- Эндре Гааль
- Даниель Сюч
- Петер Лерант
- Силард Немет
- Тамаш Пришкин
- Марек Стршештик